# Exclusivité (cinéma)

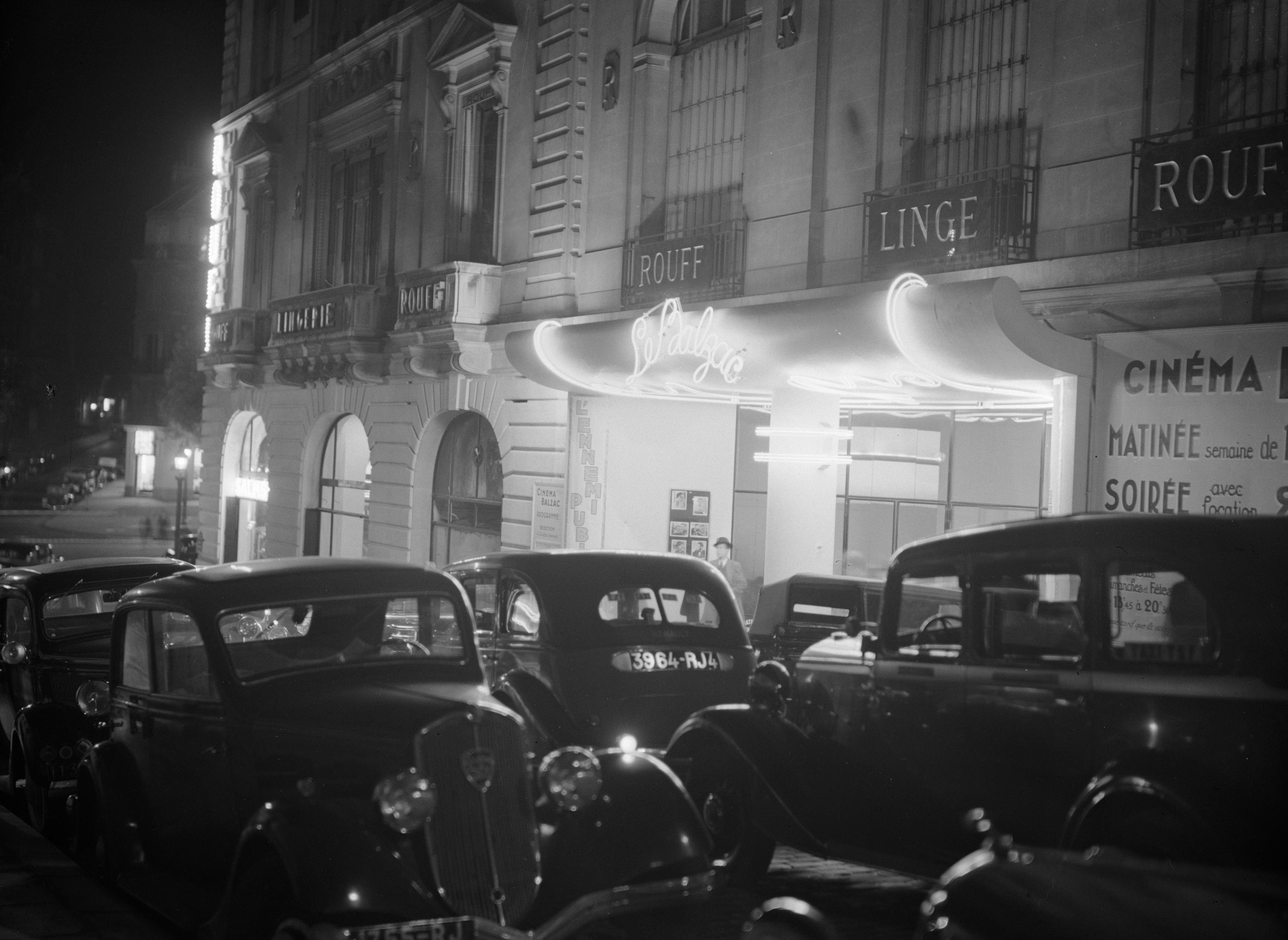
Le Balzac (ici en 1935) est l'un des principaux cinémas de première exclusivité à Paris.

Les salles d'exclusivité, ou de première exclusivité, étaient au XXe siècle les salles de cinéma projetant les nouveaux films. Avec la rareté des copies jusqu'aux années 1970, la distribution de films est segmentée entre différents types de salles. Les nouveautés sont d'abord à l'affiche des cinémas les plus luxueux et confortables, aux places les plus chères, sur les grands axes de la capitale et dans quelques autres grandes villes du pays.
Par extension, la période d'« exclusivité » désigne la durée de l'exploitation des films dans ces salles, dont le box-office — le premier disponible — a une grande importance pour les producteurs. Après plusieurs semaines, le film commence à être projeté dans les salles de seconde exclusivité (ou « de continuation »), situées dans les mêmes quartiers mais aux tarifs plus bas, et enfin dans les cinémas de quartiers aux prix encore inférieurs et ceux du reste du pays. L'exploitation d'un film s'étend alors sur un ou deux ans, en fonction de sa popularité.
À partir de la décennie 1970, ce système est peu à peu mis à mal par les sorties simultanées dans la France entière de grosses productions et l'arrivée des premiers cinémas multi-salles.

## Système
L'exclusivité des films est sporadiquement pratiquée en France avant la Première Guerre mondiale, notamment au théâtre Édouard-VII-Kinémacolor. À partir de 1915, le théâtre du Vaudeville garde en exclusivité la diffusion d'une série de péplums italiens (dont Cabiria). Le système de l'exclusivité devient la norme dans les années 1920 : les films sortent à Paris avant leur distribution en province, mais la salle ne conserve l'exclusivité que pour la première semaine. Par la suite, la durée de la première exclusivité s'adapte plutôt au succès du film, une salle pouvant détenir un film tant que désiré, sauf pour le remplacer par un autre que l'exploitant s'est engagé à louer. Au cours de la décennie, le record de la plus longue exclusivité est établi par Ben Hur (1925), resté au Madeleine pendant un an et demi. À cette époque, l'exclusivité d'un film rappelle le caractère unique d'une représentation théâtrale, donnant au public mondain parisien les marques d'un privilège culturel,. De même, le départ d'un film apprécié vers les autres salles était annoncé comme les tournées en province des pièces à succès.
La rareté des copies d'exploitation fabriquées explique cette nécessité de répartir la diffusion en salles,. L'exploitation cinématographique en France se fait par étapes et sur un temps long. Le tirage des copies étant coûteux, celles-ci doivent être diffusées et réparties à bon escient, de par leur rareté (les films les plus attendus débarquent sur maximum 35 copies en 1947 à 60 en 1964). Les contrats entre le distributeurs et les exploitants stipulaient l'exclusivité pour un zone géographique délimitée, en obligeant à ce qu'une autre salle du même quartier ne puisse diffuser le même film. Dans l'ordre, les films sont projetés dans les salles de première exclusivité en copie neuve, de seconde exclusivité (ou continuation) puis celles de vision ultérieure, dits « cinémas de quartier »,,,,. Les salles de première exclusivité sont placées sur les grands axes, offrant un accueil de qualité supérieure (système de projection, taille de l'écran, confort des sièges, luxe du lieu), et le tarif maximal,,,. En France, ces salles sont à Paris sur les Champs Élysées et les Grands Boulevards et dans quelques autres grandes villes. N'importe quelle ville de plus de 15 000 habitants peut être équipée d'une salle de première exclusivité, sauf présence d'une grande ville déjà doté d'une telle salle. En fonction des performances commerciales des films, le décalage entre le passage dans un type de salles à un autre peut aller jusqu'à plusieurs mois. Un film reste d'ordinaire de une à six semaines en première exclusivité puis autant en continuation, avant d'arriver dans les salles de quartier. Au moment de la « seconde exclusivité », il arrive aussi dans d'autres grandes villes. La carrière d'un film dure alors sur plusieurs années, généralement au moins deux ans. Le système fonctionne dans les pays anglo-saxons sous le nom de « first run ».
Les meilleures entrées annuelles en exclusivité à Paris sont Le silence est d'or en 1947, Parade du temps perdu : Les Casse-Pieds en 1948, Jeanne d'Arc en 1949, Autant en emporte le vent (première sortie française) en 1950, Un grand patron en 1951, Le Petit Monde de don Camillo en 1952, Le Retour de don Camillo en 1953, Si Versailles m'était conté… en 1954, Place au Cinérama en 1955, Guerre et Paix en 1956, Cinerama Holiday (en) en 1957, Les Sept Merveilles du monde (en) en Cinérama en 1958, Les Liaisons dangereuses 1960 en 1959, Ben-Hur en 1960, La Belle Américaine en 1961, West Side Story en 1962, Les Tontons flingueurs en 1963 et My Fair Lady en 1964.
L'émergence de la télévision dans les années 1950 réduit la durée de l'exploitation en salles et l'obtention des exclusivités devient stratégique. L'exclusivité, qui symbolisait surtout le prestige d'une salle, devient le moyen principal d'attirer le spectateur. Auparavant, le public allait dans les cinémas de quartier souvent une fois par semaine sans se soucier du programme, jusqu'à que la télévision transforme les modes de consommation : le hasard de la découverte est laissé au petit écran tandis les spectateurs vont au cinéma voir un film choisi, privilégiant alors les nouveaux disponibles en exclusivité,. Les salles de quartier ou celles des petits villes, au changement de programme hebdomadaire ou bi-hebdomadaire, se maintiennent mais subissent la concurrence de la télévision, tandis que les salles d'exclusivité et d'Art et essai résistent. Ces salles récupérant des films déjà largement exploités dans les cinémas de meilleure classe se devaient de changer de film au moins une fois par semaine pour se rapprocher au mieux des nouveautés.
En 1947, sont dénombrées à Paris 22 salles de première exclusivité, 20 salles de continuation et 300 salles de quartier. En 1953, c'est 30 salles de première exclusivité, 25 salles de continuation et 275 de quartier. En 1959, 50 salles de première exclusivité, 35 salles de continuation et 240 salles de quartier. En 1964, il y a 35 salles de première exclusivité, 30 salles de continuation et 280 salles de quartier.
Le système de l'exclusivité s'essouffle dans les années 1970,,. Le système est peu à peu mis à mal par les sorties simultanées dans la France entière de grosses productions, dont celles de Jean-Paul Belmondo ou Louis de Funès pour les films français, et l'arrivée des premiers complexes et multiplexes,. À cette époque, ces films à gros budget commencent à sortir en même temps sur tout le territoire français, notamment grâce à la généralisation des complexes,. Les distributeurs prennent conscience qu'une copie, bien que coûteuse, demeure vite amortie (dès 500 à 600 entrées). La nouvelle méthode est de tirer un grand nombre de copies pour sortir dans beaucoup de salles dès les premières semaines, afin de toucher d'emblée la majeure partie du public potentiel du film (et cultiver au mieux les effets de la publicité pré-sortie). L'essentiel des exploitants se consacrent dès lors aux exclusivités, les cinémas se mettent presque tous à diffuser les nouvelles sorties. Au cours des années 1960 et 1970, la fréquentation des cinémas a baissé — de 411 millions de spectateurs en 1957 à 177 millions en 1976 — mais l'expansion de l'exclusivité a justifié une augmentation des prix : les recettes restent équivalentes, compensées par le prix du ticket, les Français vont voir moins de films tout en payant plus cher leurs places. En 1976, Paris comprend plus d'une centaine de salles consacrées aux nouveautés.
De plus, apparaît en 1973 l'outil statistique « Ciné-chiffres », relevé quotidien des salles importantes de Paris-périphérie : l'ensemble de la profession peut mesurer précisément et avec transparence le succès des films et s'adapter en conséquence, allongeant ou réduisant les délais de l'exclusivité,. Avec ce comptage, le principe de l'exclusivité négociée à l'avance pour une durée définie est vite remplacée par un renouvellement hebdomadaire de l'accord entre l'exploitant et le distributeur, en fonction des résultats du film. La rotation des titres à l'affiche s'accélère.
Alors que la « bonne santé » commerciale d'un film se constataient sur plusieurs mois, la généralisation de l'exclusivité amène à quantifier et prédire la réussite des films dès les entrèes des cinq premiers jours. Depuis la fin du système et l'avènement de nouveaux médias, le terme de « première exclusivité » désigne dorénavant l'exploitation originale d'un film au cinéma, avant sa diffusion à la télévision et en vidéo,.